# West Adams (Dakota del Norte)
West Adams es un territorio no organizado ubicado en el condado de Adams en el estado estadounidense de Dakota del Norte. En el Censo de 2010 tenía una población de 34 habitantes y una densidad poblacional de 0,2 personas por km².

## Geografía
West Adams se encuentra ubicado en las coordenadas 46°11′54″N 102°55′27″O / 46.19833, -102.92417. Según la Oficina del Censo de los Estados Unidos, West Adams tiene una superficie total de 173.41 km², de la cual 173.21 km² corresponden a tierra firme y (0.11%) 0.2 km² es agua.

## Demografía
Según el censo de 2010, había 34 personas residiendo en West Adams. La densidad de población era de 0,2 hab./km². De los 34 habitantes, West Adams estaba compuesto por el 100% blancos, el 0% eran afroamericanos, el 0% eran amerindios, el 0% eran asiáticos, el 0% eran isleños del Pacífico, el 0% eran de otras razas y el 0% pertenecían a dos o más razas. Del total de la población el 0% eran hispanos o latinos de cualquier raza.